# 歸仁仁壽宮
22°58′11″N 120°17′34″E / 22.969805°N 120.292914°E

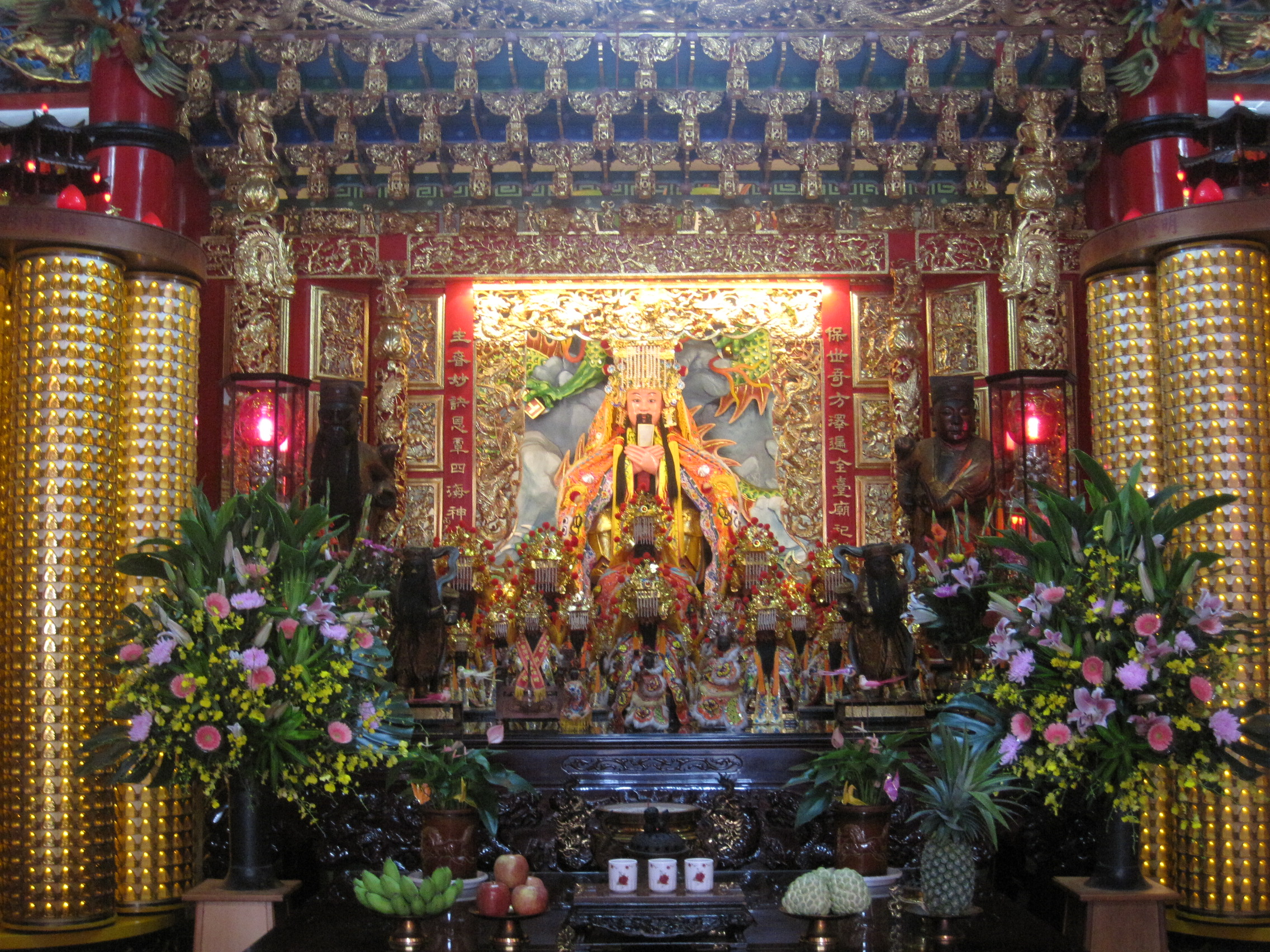
仁壽宮正殿

歸仁仁壽宮位在臺灣臺南市歸仁區，主祀保生大帝。仁壽宮有「歸仁大廟」之稱，是過去歸仁北里的公廟。該廟與保西代天府、關廟山西宮合稱「府城東郊三大廟」（東門城外三大廟），有12年輪流做醮交陪的習俗，該項活動已經以「歸仁仁壽宮王船醮典暨遶境」名義登錄為臺南市文化資產。

## 沿革

### 立廟由來
根據清代方志，如陳文達《臺灣縣志》等書的記載，歸仁仁壽宮舊稱「大道公廟」，建於明鄭時期。廟中保生大帝神像據說是當年定國公鄭鴻逵部將吳鳩山為祈求渡海平安，自白礁慈濟宮迎請而來。最初神像供奉在「國公府」的吳鳩山宅第內，因保生大帝相當靈驗，信眾漸多，而有建廟之議。最後由吳鳩山擔任爐主發起募捐，進而建廟。

### 發展
仁壽宮建廟之後，在雍正二年（1724年）增建左右二廂。咸豐四年（1854年）再修，並購置13多甲土地做為廟產。同治六年（1861年）廟內成立「敦源社」，為敦源聖廟之前身。光緒七年（1881年），在陳廷魁、林漢宗、劉壽等人領導下再次重修。
日治時期，仁壽宮在明治卅九年（1905年）與昭和十二年（1937年）重修過。而廟內的敦源社則在昭和二年（1927年）遷出，於今址建立敦源聖廟。
二次大戰後，仁壽宮在民國五十年（1961年）又一次重修，於民國六十三年（1974年）決定拆毀舊廟重建，次年（1975年）落成，後於民國八十四年（1995年）再次重修。

## 宗教活動

### 角頭
仁壽宮的祭祀圈分成五個角頭，在廟中光緒十四年（1888年）的〈新充油相祀費碑記〉已有提到歸仁北里仁壽宮有五角頭。根據「社內」耆老陳吉雄表示，角頭劃分的方式與人口多寡和相鄰地域有關。
| 角頭   | 里     | 聚落                             | 廟宇                                                                   |
| ------ | ------ | -------------------------------- | ---------------------------------------------------------------------- |
|        | 看東里 |                                  | 北安宮 （页面存档备份，存于）：遶境時，該廟主神禪師菩薩會被指定為先鋒] |
| 第一角 | 歸仁里 | 紅瓦厝、社內                     | 歸仁忠順府                                                             |
| 第二角 | 新厝里 | 灣厝、檳榔園仔、崁仔下           | 崁仔下觀音堂、灣厝北極殿、檳榔園翰林院                                 |
| 第二角 | 辜厝里 | 辜厝、崁仔頭                     | 崁仔頭清水宮、辜厝翰林院                                               |
| 第三角 | 許厝里 | 許厝（頂許、下許）、羅厝、姓林仔 | 許厝代天府、許厝文衡聖帝堂                                             |
| 第四角 | 後市里 | 後市仔                           | 後市五公禪院                                                           |
| 第四角 | 文化里 | 國公府仔                         |                                                                        |
| 第五角 | 看東里 | 楊厝、公館邊、舊社、向東仔       | 看東弘農宮                                                             |
| 第五角 | 看西里 | 楊厝                             | 看西武聖宮、看西清水宮                                                 |
|        | 歸仁里 | 香果宅                           | 敦源聖廟：後來加入                                                     |

### 王醮
仁壽宮與保西代天府、關廟山西宮有12年1科，接辦王醮之說，但實際上並未照此舉辦。有記錄可查者，分別是在1905年、1961年、1977年、1995年及2015年，且多是因為廟宇重修重建完工後建醮。但這三廟有交陪關係，建醮時另兩廟會派出陣頭支援。如在1995年的乙亥科五朝王醮，山西宮派出宋江陣、金獅陣、蜈蚣陣、跳鼓陣與十三太保，代天府則有宋江陣、金獅陣與蜈蚣陣。
仁壽宮王醮多在農曆十一月舉行，但準備工作會從農曆七月就開始。以1995年王醮為例，在選出主會團後，約在農曆七月會搭建船廠，八月初會「拜人客」（拜門口，各戶自辦）、「取『舟參』」（取龍骨），八月中取水。十一月初時會請天師，1995年時由歸仁「玉皇壇」為醮祭總壇，至府城天壇迎請張天師，此外也請仁和宮（德高厝上帝廟）上帝爺來觀醮。而在迎請天師之外，十一月初還會「安斗燈」。
而在「敦聘轅門官」後，便是「一朝火醮」以恭送火王。火醮之後的午夜則舉辦「王爺開光醮」，而從開光當日起五天則是重點的「五朝王醮」，在第一天上午會有「王船出澳」，末日上午則有「點卯」儀式，下午舉行「普渡」。而在王醮結束後隔天會舉行遶境，交陪友廟的武陣也會參與，仁壽宮為歡迎外來武陣，會讓轄境武陣分站歡迎諸陣入庄，離去時也是同樣陣仗歡送諸陣離去。遶境過後次日會休息一天，再隔天便是「送王」儀式，送王之後下午會舉辦路醮。送王的隔天則「送天師」，將張天師與上帝爺恭送回原廟。送天師的隔日「謝燈篙」後，完成整個醮典的活動。

## 事蹟傳說
據說在1996年時有位家住關廟鄉新光村（今關廟區新光里）的信徒黃賜忠，在母親身體不適時，祖堂所供奉堂所供奉的媽祖託夢表示要到仁壽宮祈求一件寶物作藥引。廟方人員先是疑惑是何寶物，後來在乩童指示下，於廟中大柱旁的木製階梯發現了一株七葉黑靈芝。黃賜忠求得黑靈芝的一部分後，讓母親服下，據說連多年的心臟病也痊癒了。而這株黑靈芝，據說日後也治癒許多信徒的痼疾。
又據說有外地信徒因病到仁壽宮求藥籤，上頭寫說需要新鮮龍眼，但當時為秋末冬初，季節不對。後來保生大帝指示希望在東方，派神轎與宋江陣前往尋找，最後在歸仁舊菜市忠孝北路一帶王明玉家門口找到一棵老龍眼樹，上面還結有幾顆龍眼，眾人乃將之採下讓那位外地信徒服用，而後病情果然好轉痊癒。
此外據說當地有信徒生病到各醫院檢查都查不出病因，乃向保生大帝求藥籤，結果藥方是「牛乳糖半飯碗，調酒服之」。該信眾半信半疑服用後，病症竟真痊癒。而後此事傳出，當地有一陣子會在茶餘飯後含一粒牛乳糖來強身保命。

## 外部連結
- 官方网站（页面存档备份，存于）
- 歸仁仁壽宮的Facebook專頁